# Tavolicci
Tavolicci is een plaats (frazione) in de Italiaanse gemeente Verghereto.